# Список национальных мемориалов США
Национальный мемориал — в США это обозначение официально признанной территории, увековечивающей память исторической личности или события. По состоянию на сентябрь 2020 года Служба национальных парков (СНП) владела и управляла тридцатью одним мемориалом в качестве официальных подразделений и оказывала помощь ещё пяти, известным как аффилированные территории, которые находятся в ве́дении других организаций. Конгресс также определил двадцать два дополнительных объекта, находящихся в независимом управлении, в качестве национальных мемориалов. Ещё пять мемориалов были утверждены и находились на тот момент в стадии планирования. Мемориалы не обязательно должны располагаться на месте, непосредственно связанном с темой, и многие из них, такие как, например, Мемориал Линкольну, не содержат слова «национальный» в своих названиях, но являются таковыми. Существует определённая степень совпадения в развитии некоторых территорий, обозначенных как мемориалы, монументы и исторические места, и их характеристика не всегда согласуется с их названиями, например, с тем, тесно ли связано место, с кем оно увековечивает память.
Первым национальным мемориалом США и, возможно, наиболее узнаваемым является Монумент Вашингтону, уникальный по многим характеристикам, строительство которого было завершено в 1884 году, передан в ве́дение СНП в 1933 году. Последним из них является Мемориал Дуайту Д. Эйзенхауэру, открытый в 2020 году. Национальные мемориалы СНП находятся в 15 штатах и городе Вашингтон, в последнем их больше всего — двенадцать; в тех пятнадцати штатах — по одному-три. Создание новых национальных мемориалов в Вашингтоне регулируется Законом о памятных сооружениях (1986), в то время как за пределами Вашингтона строгих правил на этот счёт не существует.
Среди национальных мемориалов СНП и под её эгидой десять посвящены президентам США, одиннадцать — другим историческим личностям, шесть — войнам, пять увековечивают память о катастрофах и пять — о колонизации Америки. Несколько крупных военных мемориалов расположены на территории Национальной аллеи или рядом с ней, что способствует формированию национальной идентичности. Исторические территории, входящие в СНП, автоматически вносятся в Национальный реестр исторических мест.
Частные и другие организации могут использовать словосочетание «национальный мемориал» (например, Масонский национальный мемориал Джорджа Вашингтона и Национальный мемориал мира и справедливости), но они официально не признаны таковыми федеральным правительством и не указаны здесь, так как созданы не в соответствии с установленной законом схемой.

## Национальные мемориалы под управлением Службы национальных парков
СНП управляет 31 национальным мемориалом в качестве официальных подразделений.

В столбце «Местонахождение» используются следующие сокращения:
- вдхр. — водохранилище
- г. — город
- зал. — залив
- о-в, о-ва — остров, острова́
- пос. — поселение (в частности, боро)
- р. — река

Сортировка по умолчанию — по алфавиту. Также любой столбец можно отсортировать по алфавиту / в обратном порядке (по возрастанию / убыванию), нажав на заголовок столбца.
| Название                                 | Фото | Местонахождение                                                                              | Дата присвоения статуса | Площадь, га | Краткое описание, ссылки |
| ---------------------------------------- | ---- | -------------------------------------------------------------------------------------------- | ----------------------- | ----------- | --- |
| Арканзасский Пост                        |      | Арканзас, Арканзас, близ г. Джиллетт                                                         | 6 июля 1960             | 306,6       | Анри де Тонти основал Арканзасский пост в 1686 году как первый европейский торговый пост в долине реки Миссисипи на территории Французской Луизианы. Он вырос в небольшое поселение и был местом многочисленных стычек с индейцами, прежде чем стал частью Новой Испании в 1763 году, затем — США в 1803 году после покупки Луизианы. В 1863 г. здесь произошла крупная битва в ходе Гражданской войны. |
| Арлингтонская усадьба                    |      | Виргиния, Арлингтон, Арлингтонское национальное кладбище                                     | 25 июня 1955            | 11,4        | Этот особняк был построен приёмным внуком Джорджа Вашингтона Джорджем Вашингтоном Парком Кастисом частично как памятник Вашингтону. После смерти Кастиса заботу об усадьбе взял на себя его зять Роберт Ли, который стал командующим армией КША. Правительство США захватило усадьбу во время Гражданской войны и основало вокруг неё Арлингтонское национальное кладбище. |
| Братьям Райт                             |      | Северная Каролина, Дэр, г. Килл-Девил-Хилс; Внешние отмели                                   | 4 декабря 1953          | 173         | Мемориал посвящён первому успешному, продолжительному полёту на летательном аппарате тяжелее воздуха, совершённому братьями Райт в 1903 г. |
| Вашингтону                               |      | Вашингтон, центр Национальной аллеи, между Белым домом и Капитолием                          | 21 февраля 1885         | 42,9        | Самый большой обелиск в мире (169 м) и самое высокое сооружение в Вашингтоне (в самом городе нет ни одного небоскрёба и по традиции ни одно из зданий не может превышать по высоте Монумент Вашингтону). Самое высокое сооружение в мире с 1884 по 1889 год. |
| Ветеранам Корейской войны                |      | Вашингтон, парк «Уэст-Потомак»                                                               | 27 июля 1995            | 0,9         | «Ядро» мемориала — 19 статуй, изображающих американских военнослужащих в боевой разведке. В 2022 году мемориал был расширен (с 0,6 до 0,9 га) и теперь включает чёрную гранитную стену с именами военнослужащих США (и южнокорейцев, служивших в американских войсках), погибших на войне, и Озеро Памяти, обсаженное липами. |
| Ветеранов войны во Вьетнаме              |      | Вашингтон, «Сады Конституции»                                                                | 13 ноября 1982          | 0,8         | Мемориал посвящён американцам, погибших во Вьетнамской войне. На стенах из чёрного гранита выгравированы имена 58 320 погибших военнослужащих. Возведён в стиле минимализма. Занимает 10-е (из 150) место в списке «Любимая архитектура Америки» (2007). |
| Взрыва в Порт-Чикаго                     |      | Калифорния, Контра-Коста, близ г. Конкорд                                                    | 28 октября 1992         | 2           | Мемориал открыт в память о жертвах взрыва в Порт-Чикаго (1944) и о важной роли, которую сыграл этот городок (упразднён в 1969 г., ныне здесь расположена военно-морская оружейная станция Конкорд) во время Второй мировой войны, будучи главным объектом Тихоокеанского театра военных действий. Взрыв и его последствия привели к крупнейшему морскому мятежу в истории США. |
| Второй мировой войне                     |      | Вашингтон, Национальная аллея                                                                | 29 мая 2004             | 3,3         | Состоит из 56 гранитных колонн, украшенных бронзовыми лавровыми венками; овальная площадь с фонтаном, стена с 4048 золотыми звёздами. |
| Гамильтон-Грандж                         |      | Нью-Йорк, Манхэттен, Верхний Манхэттен, Гамильтон-Хайтс, парк «Сент-Николас»                 | 19 ноября 1988          | 0,4         | Дом-музей. Двухэтажный каркасный дом в федеральном стиле с цокольным этажом. Александр Гамильтон (один из «отцов-основателей США») прожил в этом особняке в Гарлеме последние два года своей жизни, прежде чем был убит на дуэли, а его вдова прожила там еще 29 лет. |
| Гора Рашмор                              |      | Южная Дакота, Пеннингтон, близ г. Кистон; горный массив Чёрные Холмы                         | 1 июля 1939             | 517,2       | Барельеф высотой 18 метров, содержащий скульптурные портреты (го́ловы) четырёх президентов США: Джорджа Вашингтона, Томаса Джефферсона, Теодора Рузвельта и Авраама Линкольна. Изначально планировалось изобразить каждого президента от головы до пояса, но из-за нехватки финансирования строительство было прекращено, и только скульптура Вашингтона включает в себя какие-либо детали ниже уровня подбородка. Этот монумент построен на земле, которая была незаконно отобрана у племени сиу в 1870-х годах. Сиу до сих пор продолжают требовать возвращения их земли, и в 1980 году Верховный суд США постановил в деле «США против племени сиу», что захват Чёрных Холмов требует справедливой компенсации, и присудил племени 102 миллиона долларов. Сиу отказались от денег и требуют возвращения земли. Этот конфликт продолжается поныне. |
| Де-Сото                                  |      | Флорида, Манати, зал. Тампа, 8 км от г. Брейдентон                                           | 11 марта 1948           | 10,9        | Мемориал посвящён высадке в 1539 году конкистадора Эрнандо де Сото и первому масштабному организованному исследованию европейцами этого региона. Мемориал включает в себя более 900 м береговой линии, на 80 % состоит из мангровых болот. |
| Джефферсону                              |      | Вашингтон, Национальная аллея, парк «Уэст-Потомак»                                           | 13 апреля 1943          | 0,7         | Занимает 4-е (из 150) место в списке «Любимая архитектура Америки» (2007). |
| Дуайту Д. Эйзенхауэру                    |      | Вашингтон, чуть южнее Национальной аллеи                                                     | 17 сентября 2020        | 1,6         | Мемориал состоит из сложенных блоков с цитатами; скульптур, изображающих Эйзенхауэра мальчиком, генералом и президентом; и стального гобелена с абстрактным изображением Пуэнт-дю-Ок, места проведения операции «Нептун». |
| Коронадо                                 |      | Аризона, Кочис, близ г. Сьерра-Виста (вдоль американо-мексиканской границы)                  | 5 ноября 1952           | 1922,3      | Мемориал посвящён первой организованной экспедиции на Юго-Запад, которую в 1540 году совершил конкистадор Франсиско Васкес де Коронадо. Для посетителей открыт доступ в пещеру, несколько пешеходных троп через хребты и каньоны. |
| Линкольну                                |      | Вашингтон, западная часть Национальной аллеи                                                 | 30 мая 1922             | 0,3         | Здание в неоклассическом стиле в форме классического храма. «Ядро» мемориала — статуя Линкольна высотой 9,1 м. 36 дорических колонн поддерживают антаблемент. Занимает 7-е (из 150) место в списке «Любимая архитектура Америки». |
| Мавзолей Гранта                          |      | Нью-Йорк, Манхэттен, Верхний Вест-Сайд, Морнингсайд-Хайтс, парк «Риверсайд»                  | 1 мая 1959              | 0,3         | Самая большая гробница на территории Северной Америки Спроектирован по образцу Мавзолея в Галикарнасе. |
| Мартину Лютеру Кингу-младшему            |      | Вашингтон, северо-западный берег вдхр. Тидал-Бэзин, парк «Уэст-Потомак», авеню Независимости | 28 августа 2011         | 1,6         | . [] |
| Наводнению в Джонстауне                  |      | Пенсильвания, Камбрия, 23 км от г. Джонстаун                                                 | 31 августа 1964         | 66,4        | Наводнение в Джонстауне произошло в 1889 году, погибли 2208 человек. |
| Остров Теодора Рузвельта                 |      | Вашингтон, р. Потомак                                                                        | 27 октября 1967         | 35,8        | Парк с большим количеством троп, фонтаны, плаза со статуей Теодора Рузвельта высотой 5,2 м. Автомототранспорт и даже велосипеды на острове запрещены, попасть сюда можно только по пешеходному мосту из Арлингтона. |
| Отрочеству Линкольна                     |      | Индиана, Спенсер, Картер, Линкольн-Сити                                                      | 19 февраля 1962         | 80,8        | «Ядро» мемориала — ферма (ныне — музей под открытым небом), на которой Авраам Линкольн жил с 7 лет до 21 года. |
| Первой мировой войне                     |      | Вашингтон                                                                                    | 19 декабря 2014         | 0,7         | До 2019 года — обычный парк с фонтаном и прудом, затем здесь появились плаза и стена памяти. |
| Перл-Харбор                              |      | Гавайи, о-ва Оаху и Форд                                                                     | 12 марта 2019           | 8,6         | Мемориал посвящён нападению японцев на Перл-Харбор 7 декабря 1941 г., что послужило поводом для вступления США во Вторую мировую войну. На территории представлены мемориал линкора «Аризона», мемориал линкора «Юта», мемориал линкору «Оклахома». До 2019 г. это место числилось как «Доблесть во время Второй мировой войны в Национальном мемориале Тихоокеанского региона», но после получило статус «национальный мемориал». |
| Победы Перри и международного мира       |      | Огайо, Оттава, о-в Саут-Басс                                                                 | 26 октября 1972         | 10,3        | Мемориал посвящён Сражению на озере Эри (1813), которое выиграл флотоводец Оливер Перри. Представляет собой самую большую в мире дорическую колонну (107 м) со смотровой площадкой наверху. |
| Рейсу 93                                 |      | Пенсильвания, Сомерсет, Стоникрик, 3 км от пос. Шанксвилл                                    | 10 сентября 2011        | 938,9       | Мемориал возведён в память о крушении рейса 93 авиакомпании United Airlines, который был одним из четырёх самолётов, захваченных во время терактов 11 сентября 2001 года. «Ядро» мемориала — стена из белого гранита, на которой выгравированы имена 40 погибших пассажиров рейса; Башня голосов высотой 28 м с сорока́ ветряными колокольчиками. |
| Роджера Уильямса                         |      | Род-Айленд, Провиденс, Провиденс                                                             | 22 октября 1965         | 1,9         | Фактически — ландшафтный городской парк, основанный теологом Роджером Уильямсом в 1636 году. |
| Роща Линдона Бейнса Джонсона на Потомаке |      | Вашингтон, о-в Колумбия, р. Потомак                                                          | 28 декабря 1973         | 6,9         | Роща состоит из сотен сосен веймутова и кизилов, обрамлённых азалиями и рододендронами. |
| Тадеушу Костюшко                         |      | Пенсильвания, Филадельфия                                                                    | 21 октября 1972         | 0,0081      | Дом, в котором некоторое время жил инженер, военный и политический деятель Речи Посполитой и США, участник Войны за независимость США, руководитель польского восстания 1794 года, национальный герой Польши, Беларуси и США Тадеуш Костюшко. Самый маленький по площади объект СНП. |
| Федерал-холл                             |      | Нью-Йорк, Нижний Манхэттен, Финансовый район, Уолл-стрит                                     | 11 августа 1955         | 0,2         | Место проведения 1-го Конгресса США, место инаугурации первого президента США (1789). |
| Форт Каролайн                            |      | Флорида, Дувол, Джэксонвилл                                                                  | 16 января 1953          | 56          | Форт — попытка создания французского колониального поселения во Флориде (см. ст. Французская Флорида). Просуществовал лишь год (1564—1565), после чего был захвачен и разграблен испанцами (владели им до 1569 г.) Ныне — часть заповедника «Тимукуан». |
| Франклину Делано Рузвельту               |      | Вашингтон, юго-западный берег вдхр. Тидал-Бэзин, парк «Уэст-Потомак»                         | 2 мая 1997              | 3           | Франклин Делано Рузвельт был президентом США, занимавшим свой пост дольше всех (четыре срока по три года подряд), руководя страной в очень тяжёлый период. Бронзовые статуи Рузвельта, его жены Элеоноры, его собаки Фала и сцены из жизни американцев того времени стоят между каменными стенами, на которых выгравированы известные цитаты президента. |
| Чамисаль                                 |      | Техас, Эль-Пасо, Эль-Пасо (вдоль американо-мексиканской границы)                             | 4 февраля 1974          | 22,2        | Смещение Рио-Гранде в северном направлении привело к спору о границе Мексики и США между Эль-Пасо (Техас), и Сьюдад-Хуаресом. Споры о границе продолжались с 1909 по 1964 год. Музей и парк рядом с контрольно-пропускным пунктом «Мост Америк» посвящены международной дипломатии, мирному урегулированию Чамисальского спора. |

## Национальные мемориалы под эгидой Службы национальных парков
СНП оказывает техническую и/или финансовую помощь пяти аффилированным территориям, но не владеет и не управляет ими.
Сортировка по умолчанию — по алфавиту. Также любой столбец можно отсортировать по алфавиту / в обратном порядке (по возрастанию / убыванию), нажав на заголовок столбца.
| Название                       | Фото | Местонахождение                                                                          | Дата присвоения статуса | Площадь, га | Краткое описание, ссылки |
| ------------------------------ | ---- | ---------------------------------------------------------------------------------------- | ----------------------- | ----------- | --- |
| Американский мемориальный парк |      | Северные Марианские Острова, о-в Сайпан                                                  | 18 августа 1978         | 54          | Создан для почтения памяти более 4000 американских военнослужащих и чаморро, погибших в июне 1944 года в самом начале Марианской операции . |
| Бенджамину Франклину           |      | Пенсильвания, Филадельфия, ротонда научного музея Института Франклина                    | 25 октября 1972         | 0,06        | Статуя Бенджамина Франклина высотой 6,1 м. Местонахождение мемориала этому человеку связано с тем, что Франклин был не только известным политиком, но и заметным изобретателем: он изобрёл, в частности, громоотвод, бифокальные очки и печь Франклина. |
| Оклахома-Сити                  |      | Оклахома, Оклахома-Сити, на месте уничтоженного здания Alfred P. Murrah Federal Building | 19 апреля 2000          | 1,3         | Мемориал посвящён погибшим в результате теракта в городе в 1995 году. Представляет собой бассейн с неподвижной водой, окружённый квадратными бронзовыми воротами, которые изображают моменты до и после события в 9:01 19 апреля 1995 года. Поле с пустыми стульями и то, что осталось от стен здания, символизируют жертв и выживших, в основном федеральных служащих и детей в детском саду. |
| Отцу Маркетту                  |      | Мичиган, Макино, близ г. Сент-Игнес, парк «Страйтс»                                      | 20 декабря 1975         | 21          | Жак Маркетт — французский иезуит-миссионер; первопроходец и исследователь Северной Америки (Великие озёра, бассейн р. Миссисипи), основатель нескольких миссионерских постов в США и Канаде, из которых впоследствии развились современные крупные города Чикаго и Су-Сент-Мари. |
| Патрику Генри                  |      | Виргиния, Шарлотт, близ г. Брукнил, на р. Стонтон                                        | 12 мая 1986             | ≈404,7      | Патрик Генри — государственный деятель, политик, юрист и фермер-плантатор, активный борец за независимость американских колоний; первый и шестой губернатор Виргинии. Эта усадьба — его последний дом, место смерти и захоронения. |

## Прочие национальные мемориалы
Конгресс определил ряд объектов как «национальные мемориалы», но не как подразделения или аффилированные территории СНП. В то время как некоторые из них поддерживаются другими федеральными агентствами, большинство из этих мемориалов были созданы местными органами власти или частными организациями, которые добивались федерального назначения для более широкого и официального признания; присвоение статуса обычно не обеспечивается федеральным финансированием, но Конгресс выделил средства или разрешил частный сбор средств для определённых мемориальных объектов. Министерство внутренних дел отметило, что разрешение Конгрессом частным территориям или территориям местных органов власти статуса «национальный» может ввести общественность в заблуждение, заставив поверить, что они связаны с федеральным правительством. Конгресс также разрешил возведение многих мемориалов или памятных сооружений на федеральных землях в соответствии с Законом о памятных сооружениях (1986), обычно в Вашингтоне или рядом с этим городом; они не включены в нижеследующий список, если только не имеют конкретного статуса «национальный мемориал».

Указаны не все такие прочие национальные мемориалы, а лишь те, что имеют самостоятельную отдельную известность.
Сортировка по умолчанию — по алфавиту. Также любой столбец можно отсортировать по алфавиту / в обратном порядке (по возрастанию / убыванию), нажав на заголовок столбца.
| Название                                                              | Фото | Местонахождение                                                          | Дата присвоения статуса | Площадь, га | Краткое описание, ссылки |
| --------------------------------------------------------------------- | ---- | ------------------------------------------------------------------------ | ----------------------- | ----------- | --- |
| Ветеранов                                                             |      | Огайо, Колумбус, на берегу р. Сайото                                     | 27 октября 2018         | ?           | Мемориал и музей ветеранов ВС США. |
| Ветеранов войны во Вьетнаме                                           |      | Нью-Мексико, Колфакс, дер. Анджел-Файр                                   | 13 ноября 1987          | ?           | Родители одного солдата, погибшего во Вьетнаме, построили часовню в форме паруса при содействии организации Disabled American Veterans в честь всех ветеранов Вьетнамской войны. Мемориал посвящён американцам, получившим инвалидность в этой войне. «Национальный мемориал американских ветеранов-инвалидов, ветеранов Вьетнама». |
| Ветеранов — коренных американцев                                      |      | Вашингтон, авеню Независимости, Национальный музей американских индейцев | 11 ноября 2020          | ?           | Мемориал посвящён ветеранам из числа американских индейцев, коренных жителей Аляски и коренных гавайцев, которые служили в ВС США во время всех американских конфликтов со времён Американской революции. Представляет собой вертикальный стальной круг, установленный на каменном барабане, из которого льётся вода и горит церемониальный огонь, и окружённый скамейками и гравировками с логотипами родов войск; вокруг скамеек установлены четыре копья из нержавеющей стали. |
| Давиду Бергеру                                                        |      | Огайо, Кайахога, г. Бичвуд, нац. парк «Долина Кайахога»                  | 5 марта 1980            | ?           | Давид Бергер — израильский тяжелоатлет. Один из 11 членов олимпийской сборной, погибших во время теракта на Олимпийских играх в Мюнхене (ему было 28 лет). Скульптура из чёрной стали в виде разорванных олимпийских колец символизирует то, что из-за трагических событий Мюнхенские игры были прерваны, а одиннадцать сегментов, на которых держатся кольца, представляют каждого спортсмена, чья жизнь оборвалась.                                                             |
| Дню Д                                                                 |      | Виргиния, Бедфорд, г. Бедфорд                                            | 6 июня 2001             | ≈20,2       | Увековечивает т. н. «День Д» (6 июня 1944 г.) Мемориал включает в себя большой бассейн, арку, многочисленные статуи военнослужащих в атаке и генерала Эйзенхауэра, а также флаги стран-участниц. |
| Корпуса морской пехоты США                                            |      | Виргиния, Арлингтон                                                      | 10 ноября 1954          | ?           | Посвящён «всем морским пехотинцам, отдавшим свои жизни за защиту США с 1775 года». Скульптура сделана по фото «Водружение флага над Иводзимой» (1945). |
| Космическое зеркало                                                   |      | Флорида, Бревард, пос. Мерритт-Айленд, Космический центр Кеннеди         | 8 мая 1991              | ?           | Признан Конгрессом «национальным мемориалом астронавтам, погибшим при исполнении служебных обязанностей». Представляет собой зеркальный чёрный гранитный обелиск, на котором выгравированы имена 24 астронавтов, погибших во время космических полётов или тренировок. |
| Крест в пустыне Мохаве                                                |      | Калифорния, Сан-Бернардино, пустыня Мохаве                               | 10 января 2002          | ?           | Первый крест был возведён здесь местными жителями в 1934 г. Возведён в честь американцев, погибших на Первой мировой войне. |
| Крест на горе Соледад                                                 |      | Калифорния, Сан-Диего, г. Сан-Диего, р-н Ла-Холья, гора Соледад          | 8 декабря 2004          | ?           | Железобетонный крест высотой 13 м. Первый крест (деревянный) был возведён здесь местными жителями в 1913 г. Крест окружён шестью стенами, увешанными мемориальными досками в память о ветеранах и воинских подразделениях. |
| Массового убийства в ночном клубе «Пульс»                             |      | Флорида, Ориндж, г. Орландо                                              | 25 июня 2021            | ?           | 12 июня 2016 года 29-летний Омар Матин открыл огонь из огнестрельного оружия в ЛГБТ-клубе «Пульс», а затем захватил заложников. В результате стрельбы погибло 49 человек, 53 получили ранения. |
| Павшим пожарным                                                       |      | Мэриленд, Фредерик, г. Эммитсберг                                        | 9 августа 1990          | ?           | Вечный огонь, окружённый Стеной почёта с именами пожарных, погибших при исполнении служебного долга. |
| Роща борьбы со СПИДом                                                 |      | Калифорния, Сан-Франциско, парк «Золотые ворота»                         | 12 ноября 1996          | 3           | Мемориал посвящён умершим и пострадавшим от СПИДа. |
| Сотрудникам правоохранительных органов                                |      | Вашингтон, Судейская площадь                                             | 15 октября 1991         | 1,2         | Зеркальный пруд, окружённый дорожками в парке; вдоль дорожек, охраняемых двенадцатью бронзовыми львами, расположены стены с именами всех сотрудников правоохранительных органов США — федеральных, региональных и местных, — погибших при исполнении служебных обязанностей (более 23 тысяч имён). |
| Японо-американский мемориал патриотизма во время Второй мировой войны |      | Вашингтон                                                                | 9 ноября 2000           | ?           | Посвящён вкладу американских граждан японского происхождения и их родителей, которые патриотично поддерживали США, несмотря на несправедливое отношение к ним во время Второй мировой войны. Мемориал представляет собой журавлей, спасающихся от колючей проволоки. |